# VfB Zwenkau 02
VfB Zwenkau 02 is een Duitse voetbalclub uit Zwenkau, Saksen.

## Geschiedenis
De club werd opgericht begin 1902. De eerste wedstrijd van de club was op 28 maart 1902 tegen Lipsia 1893 en eindigde in een 1-5 nederlaag. De club sloot zich later aan bij de Midden-Duitse voetbalbond en speelde in de competitie van Noordwest-Saksen. Door de grote tegenstand van de clubs uit Leipzig speelde VfB voornamelijk in lagere klassen. VfB was niet enkel in voetbal actief, maar ook in tennis, zwemmen, atletiek, handbal en hockey.
In de jaren twintig ging de club op en neer tussen de derde en tweede klasse. In 1932 wordt de club kampioen en promoveert zo voor het eerst naar de hoogste klasse. Zwenkau wordt zevende op tien clubs achter zes clubs uit Leipzig. Normaal volstond dit voor het behoud maar na dit seizoen kwam de NSDAP aan de macht en werd de Gauliga Sachsen ingevoerd als hoogste klasse. De club bleef nog tot 1936 in de tweede klasse. In 1944/45 werd de Gauliga in meerdere groepen onderverdeeld wegens de perikelen in de Tweede Wereldoorlog. Zwenkau ging een tijdelijke fusie aan met LSV Leipzig en speelde als KSG VfB Zwenkau/LSV Leipzig, maar de competitie werd voortijdig afgebroken. Na de oorlog werden alle Duitse voetbalclubs ontbonden.
De club werd heropgericht als SG Zwenkau. In 1961 nam de club de naam BSG Aktivist Zwenkau aan en in 1971 BSG Chemie. Na twee promoties op rij eind jaren tachtig speelde de club in 1989 in de Bezirksliga (derde klasse). Na de Duitse hereniging werd het BSG-statuut ontbonden en werd de naam SG Blau-Weiß Zwenkau aangenomen. In 1991 werd opnieuw de historische naam VfB aangenomen. De club speelt nu in de lagere reeksen. In 2016 promoveerde de club naar de Sachsenliga, de zesde klasse, en speelde daar twee seizoenen. 